# 福爾里弗鎮區 (堪薩斯州格林伍德縣)
福爾里弗鎮區（英語：Fall River Township）為美國堪薩斯州格林伍德縣轄下的鎮區。2010年美国人口普查中此鎮區人口有206人。

## 地理
福爾里弗鎮區涵蓋總面積為155.8平方（60.16平方英里），其中陸地面積為154.8平方（59.76平方英里），水域面積為1.0平方（0.40平方英里）或0.66%。海拔高度299（981英尺）。

## 人口統計
根據2010年美國人口普查，福爾里弗鎮區人口有206人，其中男性有100人，女性有106人，人口密度為每平方公里1.32人，住房計125戶。鎮區內的白人有201人，非裔美國人有0人，美洲原住民有0人，亞裔美國人有0人，太平洋島裔美國人有0人，其他種族有0人，混血種族則有5人。此外鎮區內有2人為西班牙裔或拉丁裔美國人。此鎮區之年齡中位數為52.3歲，而男性年齡中位數為53.5歲，女性年齡中位數為51.5歲。

## 交通

### 主要公路
- 99號堪薩斯州州道